# Jefferson Lembeye
Jefferson Lembeye, né le 12 mai 1972, est un compositeur français. 
Auteur de nombreuses musiques pour le théâtre,, la danse et le cinéma, il se distingue par son usage des musiques électroniques et son univers,,.

## Biographie
À 18 ans, Jefferson Lembeye travaille comme assistant de l'artiste Bernard Faucon. Il mène des études de littérature à l'université Sorbonne Nouvelle - Paris 3 (maîtrise de lettres modernes sous la direction de Jacques Chevrier), et travaille comme rédacteur pour la revue Technikart ainsi que pour le Théâtre contemporain de la danse. Il étudie la trompette avec Franck Delpeut, puis il découvre le sampling et se tourne vers les musiques électroniques.
En 1998, il rencontre le metteur en scène Emmanuel Demarcy-Mota. S’entame alors une collaboration qui durera dix-sept ans au cours desquels il réalise le son et la musique de tous les spectacles du jeune metteur en scène. Il fait ainsi partie du Collectif artistique de la Comédie de Reims — dirigé par Demarcy Mota — de 2001 à 2007, puis de celui du Théâtre de la Ville de 2007 jusqu’en 2015,.
Dans le même temps, il travaille avec Catherine Hiegel à la Comédie-Française, et surtout, en 2002, il rencontre Alain Milianti avec lequel il part à Saratov en Russie monter Penthésilée de Kleist en collaboration avec le chorégraphe Josef Nadj. 
Il travaille également pour la danse avec L’Expérience Harmaat, la chorégraphe Sandra Martinez qu’il accompagne lors d’une résidence Villa Médicis en Afrique du Sud, et la compagnie Retouramont.
Au cinéma, il travaille avec Alain Guiraudie, Pierre Schoeller, Sandrine Bonnaire et collabore à de nombreux films documentaires avec Jean-Christophe Ribot parmi lesquels L’Aventure Rosetta pour Arte.
Il est également cofondateur avec Fabien Vallos du collectif Mix.
Il sort un album en 2001 sur le label Organic, 'Rogue State, et signe plusieurs remixes et reprises pour Palo Alto, Norscq et Tuxedomoon.
En 2006, il part avec la chanteuse Élise Caron pour une résidence à Ramallah.
En 2015, il fonde Paradis Noir avec Olivier Le Borgne. Ensemble ils préparent un album mais Olivier Le Borgne meurt le 18 mars 2016 et Jefferson Lembeye finit l’album seul. Cream sort en 2017 sur le label Optical Sound.

## Théâtre
- 1998 : Peines d'amour perdues de William Shakespeare, mise en scène d’Emmanuel Demarcy Mota, théâtre de la Commune, théâtre de la Ville
- 2000 : Marat-Sade de Peter Weiss, mise en scène d’Emmanuel Demarcy Mota, théâtre de la Commune d'Aubervilliers
- 2000 : Le Retour de Harold Pinter, mise en scène de Catherine Hiegel, Comédie Française
- 2001 : Six personnages en quête d'auteur de Luigi Pirandello, mise en scène d’Emmanuel Demarcy Mota, Comédie de Reims, théâtre de la Ville, théâtre des Bouffes du Nord, tournée
- 2002 : L'Inattendu et Le Diable en partage de Fabrice Melquiot, mise en scène d’Emmanuel Demarcy Mota, théâtre de la Bastille, Comédie de Reims
- 2004 : Ma vie de chandelle de Fabrice Melquiot, mise en scène d’Emmanuel Demarcy Mota, Comédie de Reims, théâtre de la Ville
- 2004 : Rhinocéros d'Eugène Ionesco, mise en scène d’Emmanuel Demarcy Mota, théâtre de la Ville
- 2004 : Penthésilée d’Heinrich von Kleist, mise en scène d'Alain Milianti et chorégraphie de Josef Nadj, théâtre Le Volcan
- 2005 : Marcia Hesse de Fabrice Melquiot, mise en scène d’Emmanuel Demarcy Mota, Comédie de Reims, théâtre des Abbesses
- 2005 : Tombouctou, 52 jours à dos de chameau, d’Ahmed Gazali, mise en scène de Vincent Goethals, Institut français de Fès
- 2006 : Les Trois Autres que moi de Fernando Pessoa, mise en scène d’Emmanuel Demarcy Mota, théâtre de l'Ouest parisien
- 2006 : Solo et La Dernière Bande de Samuel Beckett, mise en scène d'Alain Milianti, théâtre du Nord
- 2007 : Homme pour homme de Bertolt Brecht, mise en scène d’Emmanuel Demarcy Mota, théâtre de la Ville, Comédie de Reims
- 2009 : Casimir et Caroline d'Ödön von Horváth, mise en scène d’Emmanuel Demarcy Mota, théâtre de la Ville
- 2009 : Wanted Petula de Fabrice Melquiot, mise en scène d’Emmanuel Demarcy Mota, théâtre des Abbesses
- 2010 : Bouli, année zéro de Fabrice Melquiot, mise en scène d’Emmanuel Demarcy Mota, théâtre des Abbesses
- 2011 : re-création de Rhinocéros d'Eugène Ionesco, mise en scène d’Emmanuel Demarcy Mota, théâtre de la Ville
- 2013 : Ionesco Suite d'après Eugène Ionesco, mise en scène d’Emmanuel Demarcy Mota, théâtre de la Ville
- 2014 : Le Faiseur d'après Balzac, mise en scène d’Emmanuel Demarcy Mota, théâtre de la ville
- 2015 : Fara Fara d'Alice Carré, mise en scène de Malik Gaye, théâtre de Belleville
- 2016 : Regarde les lumières mon amour d’après Annie Ernaux, mise en scène de Clotilde Moynot, théâtre 95
- 2017 : Price de Steve Tesich, mise en scène de Rodolphe Dana Cie Les Possédés, théâtre de Lorient

## Filmographie

### Longs métrages
- 2004 : L'adoption d'Alain-Paul Mallard
- 2005 : Voici venu le temps d'Alain Guiraudie
- 2010 : Léa de Bruno Rolland
- 2011 : L'Exercice de l'État de Pierre Schoeller

### Documentaires
- 2006 : Football, l'intelligence collective de Jean-Christophe Ribot
- 2007 : Elle s'appelle Sabine de Sandrine Bonnaire
- 2010 : Sous le feu des ondes de Jean-Christophe Ribot
- 2011 : Explorateurs de légendes de Jean-Christophe Ribot
- 2013 : Primates des Caraïbes de Jean-Christophe Ribot
- 2017 : L'Aventure Rosetta de Jean-Christophe Ribot

### Autres
- 1999 : Festival Premiers Plans d'Angers, bande-annonce de Valentin Bardawil
- 2000 : Film-annonce Europa Cinemas
- 2000 : Festival Premiers Plans d'Angers, bande-annonce d'Alain-Paul Mallard
- 2001 : Festival Premiers Plans d'Angers, bande-annonce d'Alain-Paul Mallard
- 2002 : Festival Premiers Plans d'Angers, bande-annonce d'Alain-Paul Mallard
- 2007 : Festival Premiers Plans d'Angers, bande-annonce de Jean-Christophe Ribot

## Discographie
- 2001 : Rogue State de Jefferson Lembeye, Organic Land
- 2001 : Pogs Box de Palo Alto, remix, Organic Land
- 2002 : Lavatron.X de Norscq, remix, Shambala Rec.
- 2006 : Next to Nothing, a tribute to Tuxedomoon, reprise, Optical Sound
- 2017 : Cream de Paradis Noir, Optical Sound